# Bertha Wernquist
Bertha Agneta Wernquist, född 1837, död 24 augusti 1875 i Bie, Södermanland, var en svensk målare och ritlärare. 
Wernquist var elev vid Söndags-Rit-skola för Handtverkare där hon 1858 tilldelades en bronsmedalj för sin klotsritning efter naturen. På 1860-talet studerade hon vidare vid Konstakademien. Hon var representerad i akademiens utställning 1875 med några akvareller. Under några år på 1870-talet utlottades några av hennes arbeten i Stockholms konstförenings lotteri. Några av hennes skissböcker från 1850–1870 ingår i Nordiska museets samling och hon är representerad vid Norrköpings Konstmuseum med en akvarell samt med ett antal skisser vid Stifts- och landsbiblioteket i Växjö.